# Nguyễn Hòa Bình
Nguyễn Hòa Bình (sinh ngày 24 tháng 5 năm 1958; quê quán ở xã Hành Đức, huyện Nghĩa Hành, tỉnh Quảng Ngãi) là một chính trị gia người Việt Nam. Ông hiện là Phó Thủ tướng Thường trực trong Chính phủ Phạm Minh Chính sau lần điều chỉnh thứ ba. Trước đó, ông từng là Thiếu tướng Công an nhân dân Việt Nam, Chánh án Tòa án nhân dân Tối cao (2016–2024), đại biểu Quốc hội Việt Nam khóa XV nhiệm kì 2021–2026 thuộc đoàn đại biểu quốc hội tỉnh Bắc Giang. Ông có bằng tiến sĩ luật, có học hàm Giáo sư.
Trong Đảng Cộng sản Việt Nam, ông hiện là Ủy viên Bộ Chính trị Ban Chấp hành Trung ương Đảng Cộng sản Việt Nam khóa XIII, nguyên Bí thư Trung ương Đảng Cộng sản Việt Nam khóa XIII, Ủy viên Ban chỉ đạo Trung ương về Phòng, chống tham nhũng, tiêu cực; Phó Trưởng Ban chỉ đạo Cải cách tư pháp Trung ương.

## Thân thế và giáo dục
Ông sinh ngày 24 tháng 5 năm 1958, quê quán ở Xã Hành Đức, huyện Nghĩa Hành, tỉnh Quảng Ngãi. Ông là một trong những hạt giống đỏ, con em của cán bộ cách mạng miền Nam Việt Nam ra bắc học tập tại Trường học sinh miền nam. Cha ông là Nguyễn Lựu, nguyên Tiểu đoàn trưởng Tiểu đoàn 59 Liên khu 5 thời kháng chiến chống Pháp. Anh trai là liệt sĩ Nguyễn Kim Vang, Anh hùng Lực lượng vũ trang nhân dân.
Từ năm 1975 dến năm 1980, ông là sinh viên khóa D7 chuyên ngành Luật, Trường Đại học An ninh Nhân dân, nay là Học viện An ninh nhân dân.
Năm 1988, ông sang Moskva, làm nghiên cứu sinh Học viện Bộ Nội vụ Liên Xô và bảo vệ luận án tiến sĩ Luật học tại đây vào năm 1991 với tiêu đề "Организация предупреждения хищений социалистического имущества на водном транспорте" (Tổ chức phòng chống trộm cắp tài sản xã hội chủ nghĩa trong vận tải đường thủy).
Ông có bằng Cao cấp lí luận chính trị.

## Sự nghiệp

### Công tác trong ngành Công an
1980 - 1987: Đội trưởng Văn phòng Công an huyện Tam Kỳ, Phó Văn phòng tổng hợp, Phó Phòng nghiên cứu khoa học Công an tỉnh Quảng Nam - Đà Nẵng Ông gia nhập Đảng cộng sản Việt Nam 14/10/1981
Sau 4 năm làm nghiên cứu sinh ở Học viện Bộ Nội vụ Liên Xô (học viện này đào tạo cảnh sát) (1987-1991) trở về, năm 1992 ông giữ chức Phó Phòng đấu tranh án công nghiệp (Phòng đấu tranh án kinh tế công nghiệp và xây dựng cơ bản P2), Phó bí thư chi bộ P2, thuộc Cục Cảnh sát điều tra tội phạm về trật tự quản lí kinh tế và chức vụ Bộ Công An (Cục Cảnh sát kinh tế Bộ Công an, C15)
1995 - 1999: Trưởng phòng đấu tranh án công nghiệp, Bí thư chi bộ Phòng đấu tranh án kinh tế công nghiệp và xây dựng cơ bản (P2), Cục Cảnh sát kinh tế Bộ Công An (C15), Chủ nhiệm Ủy ban kiểm tra Đảng ủy C15
1999 - 2001: Phó Cục trưởng, Phó Bí thư Đảng ủy Cục Cảnh sát kinh tế - Tổng cục Cảnh sát, Bộ Công An
2002 - 2004: Cục trưởng, Bí thư Đảng ủy C15, Ủy viên Đảng ủy Tổng cục Cảnh sát, Phó thủ trưởng Cơ quan cảnh sát điều tra Bộ Công an
2005 - 2006: Phó Tổng cục trưởng, Ủy viên Đảng ủy Tổng cục Cảnh sát, Phó thủ trưởng Cơ quan cảnh sát điều tra Bộ Công an
2007 - 2008: Thiếu tướng, Ủy viên thường vụ Đảng ủy Tổng cục Cảnh sát, Phó Tổng cục trưởng Tổng cục Cảnh sát, Phó thủ trưởng Cơ quan cảnh sát điều tra Bộ Công an. Tháng 4 năm 2007, Thiếu tướng Công an nhân dân.

### Bí thư Tỉnh ủy Quảng Ngãi
Từ tháng 4 năm 2008, từ chức vụ Tổng cục phó Tổng cục Cảnh sát Bộ Công an, mang hàm Thiếu tướng, ông được điều động chuyển về công tác và giữ chức danh Phó Bí thư Tỉnh ủy Quảng Ngãi phụ trách công tác xây dựng tổ chức cơ sở Đảng Cộng sản Việt Nam.
Ngày 31 tháng 3 năm 2009, ông đã ra thăm đảo Lý Sơn, đến viếng bia "Chiến sĩ trận vong", nơi thờ anh linh của con em đảo Lý Sơn đã hy sinh trong khi làm nhiệm vụ ngoài quần đảo Hoàng Sa hàng thế kỉ trước.
Ngày 5/6/2010, ông được bầu làm Bí thư Tỉnh ủy Quảng Ngãi khóa 17 nhiệm kì 2005-2010 thay thế ông Phạm Đình Khối nghỉ hưu (kể từ ngày 1/6/2010) theo Quyết định số 1490 của Bộ Chính trị Ban Chấp hành Trung ương Đảng Cộng sản Việt Nam. Ông Phạm Minh Toản - Chủ tịch Hội đồng nhân dân tỉnh Quảng Ngãi và ông Nguyễn Minh - Trưởng Ban Tổ chức Tỉnh ủy Quảng Ngãi được bầu vào chức danh Phó Bí thư Tỉnh ủy Quảng Ngãi khoá 17.
Tháng 9 năm 2010: Đại hội Đại biểu Đảng bộ tỉnh Quảng Ngãi nhiệm kỳ 2010-2015 đã bỏ phiếu bầu trực tiếp bí thư và bầu ông Nguyễn Hòa Bình giữ vị trí Bí thư Tỉnh ủy, với số phiếu tán thành đạt 100%.

### Đại biểu Quốc hội Việt Nam khóa 13 tỉnh Quảng Ngãi
Tháng 1 năm 2011: tại Đại hội đại biểu toàn quốc lần thứ XI của Đảng Cộng sản Việt Nam, ông được bầu vào Ban Chấp hành Trung ương Đảng Cộng sản Việt Nam khóa 11.
Tháng 5 năm 2011, ông được bầu làm đại biểu Quốc hội Việt Nam khóa 13 tỉnh Quảng Ngãi, lúc này ông có học hàm Phó giáo sư, học vị Tiến sĩ luật, bằng cao cấp lí luận chính trị.

### Viện trưởng Viện Kiểm sát nhân dân tối cao
Vào chiều ngày 26 tháng 7 năm 2011, tại kỳ họp thứ nhất, Quốc hội khoá 13 đã bầu ông (lúc này đang là Bí thư Tỉnh ủy Quảng Ngãi) giữ chức vụ Viện trưởng Viện Kiểm sát nhân dân tối cao với 93,8% số phiếu bầu.
Trong đợt lấy phiếu tín nhiệm tại Quốc hội Việt Nam khóa 13 năm 2013, ông Bình được 198 phiếu tín nhiệm cao (đứng thứ 27 trong tổng số 47 chức danh chủ chốt). Còn năm 2014, số phiếu tín nhiệm cao của ông tăng lên, đạt 207 phiếu (xếp vị trí thứ 10).
Ngày 13 tháng 4 năm 2015, Chủ tịch nước Việt Nam Trương Tấn Sang ký Quyết định bổ nhiệm chức danh Kiểm sát viên Viện Kiểm sát nhân dân tối cao cho Nguyễn Hòa Bình, Viện trưởng VKSNDTC.

### Đại biểu Quốc hội Việt Nam khóa 14 tỉnh Quảng Ngãi
Tháng 1 năm 2016: tại Đại hội đại biểu toàn quốc lần thứ 12 của Đảng Cộng sản Việt Nam được bầu vào Ban Chấp hành Trung ương Đảng Cộng sản Việt Nam khóa 12. Tại Hội nghị lần thứ nhất, Ban Chấp hành Trung ương khóa 12 được bầu vào Ban Bí thư.
Ngày 22 tháng 5 năm 2016, ông tiếp tục tham gia tranh cử và đã trúng cử đại biểu Quốc hội Việt Nam khóa 14 tại đơn vị bầu cử số 1 tỉnh Quảng Ngãi gồm các huyện: Bình Sơn, Sơn Tịnh, Trà Bồng, Tây Trà, Sơn Tây và Sơn Hà được 279.099 phiếu, đạt tỷ lệ 88,93% số phiếu hợp lệ. Lúc này ông đang giữ chức vụ Chánh án Tòa án nhân dân tối cao của Quốc hội Việt Nam khóa 13 nhiệm kì 2011-2016 (được 1 tháng rưỡi từ ngày được bầu 8/4/2016 vào cuối nhiệm kì của Quốc hội khóa 13).
Sáng ngày 14 tháng 5 năm 2018, Nguyễn Hòa Bình có buổi tiếp xúc cử tri thuộc các cơ quan trong lĩnh vực tư pháp và nội chính tỉnh Quảng Ngãi trước kì họp thứ 5 (21/5/2018-15/6/2018), lắng nghe ý kiến của hai cử tri là ông Võ Văn Dương, Phó Giám đốc Công an tỉnh Quảng Ngãi, và ông Phạm Trung Uy, Chánh án TAND tỉnh Quảng Ngãi.

### Chánh án Tòa án nhân dân tối cao
Ngày 8 tháng 4 năm 2016, Quốc hội Việt Nam khóa 13 tại kỳ họp thứ 11 đã bầu ông giữ chức vụ Chánh án Tòa án nhân dân tối cao nhiệm kì 2011-2016 với số phiếu tán thành chiếm 95,55% tổng số đại biểu Quốc hội (472/490 phiếu hợp lệ).
Ngày 27 tháng 7 năm 2016, ông tiếp tục được Quốc hội Việt Nam khóa 14 bầu giữ chức Chánh án Tòa án nhân dân tối cao nhiệm kỳ 2016-2021, với tỷ lệ 473/488 phiếu hợp lệ (95,75% tổng số đại biểu) tán thành. Ông đã tuyên thệ thượng tôn pháp luật vào buổi sáng cùng ngày.
Chiều 26 tháng 7 năm 2021, với 480/480 đại biểu Quốc hội tham gia bỏ phiếu tán thành, Quốc hội khóa XV đã thông qua Nghị quyết bầu ông Nguyễn Hòa Bình, Chánh án TAND tối cao nhiệm kỳ 2016 - 2021, làm Chánh án TAND tối cao nhiệm kỳ 2021 - 2026.
Chiều ngày 26 tháng 8 năm 2024, tại Kỳ họp bất thường lần thứ 8, Quốc hội Khóa XV đã phê chuẩn miễn nhiệm ông Nguyễn Hòa Bình thôi giữ chức vụ Chánh án TAND tối cao nhiệm kỳ 2021 - 2026 theo đề nghị của Chủ tịch nước Tô Lâm.

### Bê bối
Từ ngày 6 đến ngày 8 tháng 5 năm 2020, ông là chủ tọa phiên tòa giám đốc thẩm Vụ án tử tù Hồ Duy Hải. Phiên tòa này được sự quan tâm từ dư luận trong nước và quốc tế vì đây là lần đầu tiên chưa có tiền lệ mở phiên giám đốc thẩm, Chánh án Tòa án nhân dân tối cao trực tiếp làm chủ tọa phiên tòa, Chánh án cũng từng là Viện trưởng Viện Kiểm sát nhân dân tối cao kí bác kháng nghị trước đó, trình tự thủ tục điều tra, truy tố thiếu sót nghiêm trọng. Diễn biến phiên tòa, đại diện Viện Kiểm sát nhân dân tối cao và Luật sư trình bày loạt sai sót, mâu thuẫn trong quá trình điều tra, tố tụng và đề nghị hủy bản án trước đây để tiến hành điều tra lại. Kết quả, 17/17 thẩm phán tham dự bác đề nghị của VKSNDTC, Chủ tọa Nguyễn Hòa Bình tuyên y án tử hình. Dư luận sau phiên tòa tỏ ra thắc mắc xung quanh kết quả, đặt ra nhiều nghi vấn về các bằng chứng kết tội Hồ Duy Hải, các đối tượng tình nghi đặc biệt là Nguyễn Văn Nghị, trách nhiệm sai sót của cơ quan tố tụng, tính khách quan của Chủ tọa. Các tổ chức nhân quyền quốc tế theo dõi sát và bày tỏ quan ngại trước kết quả của bản án là sai.

### Phó Thủ tướng Chính phủ
Ngày 26 tháng 8 năm 2024, tại Kỳ họp bất thường lần thứ 8, Quốc hội Khóa XV đã phê chuẩn bổ nhiệm ông Nguyễn Hòa Bình giữ chức vụ Phó Thủ tướng Chính phủ nhiệm kỳ 2021 - 2026 theo đề nghị của Thủ tướng Phạm Minh Chính.

## Phát ngôn gây tranh cãi
| “ | Nếu không có đủ căn cứ chứng minh là tội nặng thì phải quyết có tội nhưng phải xử ở khoản thấp. | ” |
| — Nguyễn Hòa Bình, Thảo luận dự thảo bộ luật Tố tụng hình sự sửa đổi tại hội trường Quốc hội Việt Nam ngày 13 tháng 8 năm 2015 |                                                                                                 |   |

## Lịch sử thụ phong cấp bậc hàm
| Năm thụ phong | 1983      | 1987   | 1991     | 1995     | 1999      | 2003   | 2007        |
| ------------- | --------- | ------ | -------- | -------- | --------- | ------ | ----------- |
| Cấp hiệu      |           |        |          |          |           |        |             |
| Tên cấp hiệu  | Thượng úy | Đại úy | Thiếu tá | Trung tá | Thượng tá | Đại tá | Thiếu tướng |

## Người thân
Con trai cả của ông, Nguyễn Tuấn Anh (sinh năm 1983) được HĐND tỉnh Gia Lai bầu làm Phó Chủ tịch UBND tỉnh vào ngày 07-02-2024.